# Є̈
Є̈  (en minúscula: є̈; cursiva: Є̈ є̈) es una letra del alfabeto cirílico.
Es utilizada únicamente en el idioma janty.

## Códigos de computación
Como ocurre con otras letras del alfabeto cirílico, este carácter es una fusión de otros 2 (el carácter ye ucraniano más la diéresis)
| carácter                    | Є                                                   | Є                                                   | є                                                 | є                                                 | ̈                           | ̈                           |
| --------------------------- | --------------------------------------------------- | --------------------------------------------------- | ------------------------------------------------- | ------------------------------------------------- | -------------------------- | -------------------------- |
| Nombre unicode              | CYRILLIC CAPITAL LETTER UKRAINIAN IE WITH DIAERESIS | CYRILLIC CAPITAL LETTER UKRAINIAN IE WITH DIAERESIS | CYRILLIC SMALL LETTER UKRAINIAN IE WITH DIAERESIS | CYRILLIC SMALL LETTER UKRAINIAN IE WITH DIAERESIS | COMBINING DIAERESIS ACCENT | COMBINING DIAERESIS ACCENT |
| Codificaciones              | Decimal                                             | hex                                                 | dec                                               | hex                                               | dec                        | hex                        |
| Unicode                     | 1028                                                | U+0404                                              | 1108                                              | U+0454                                            | 776                        | U+0308                     |
| UTF-8                       | 208 132                                             | D0 84                                               | 209 148                                           | D1 94                                             | 204 136                    | CC 88                      |
| Numeric character reference | &#1028;                                             | &#x404;                                             | &#1108;                                           | &#x454;                                           | &#776;                     | &#x308;                    |